# Episodi di Jericho (seconda stagione)
La seconda ed ultima stagione della serie televisiva Jericho, composta da sette episodi, è stata trasmessa sul network CBS dal 12 febbraio al 25 marzo 2008. In Italia è andata in onda su Rai 2 dal 30 giugno al 18 agosto 2008.
- Il punto "Codice Morse nella sigla" si riferisce a una breve serie di segnali acustici presenti all'inizio di ogni episodio che, tradotti dal codice Morse, danno origine a un messaggio in inglese.

| nº | Titolo originale      | Titolo italiano | Prima TV USA     | Prima TV Italia |
| -- | --------------------- | --------------- | ---------------- | --------------- |
| 1  | Reconstruction        | Ricostruzione   | 12 febbraio 2008 | 30 giugno 2008  |
| 2  | Condor                | Condor          | 19 febbraio 2008 | 7 luglio 2008   |
| 3  | Jennings & Rall       | Allarme virus   | 26 febbraio 2008 | 14 luglio 2008  |
| 4  | Oversight             | Svista          | 4 marzo 2008     | 28 luglio 2008  |
| 5  | Termination for Cause | In pericolo     | 11 marzo 2008    | 4 agosto 2008   |
| 6  | Sedition              | La rivolta      | 18 marzo 2008    | 11 agosto 2008  |
| 7  | Patriots and Tyrant   | A ferro e fuoco | 25 marzo 2008    | 18 agosto 2008  |

## Ricostruzione
- Titolo originale: Reconstruction

### Trama
Il Governo Cheyenne riesce a porre fine alla battaglia tra New Bern e Jericho e si occupa anche della ricostruzione della città e di ripristinare le comunicazioni con l'esterno. Ma perché tutto questo interesse proprio per Jericho?
Jake è sopraffatto dagli eventi e vorrebbe vendicarsi, ma il Maggiore Beck lo esorta a non cercare altra violenza, ma piuttosto ad impegnarsi in prima persona al benessere della città e gli offre di diventare il nuovo sceriffo di Jericho.
Hawkins è ancora molto preoccupato per l'arrivo dei Cheyenne, sa che sono sulle tracce di Sara, ma teme che presto troveranno anche lui e, infatti, uno dei loro soldati lo sta già tenendo sotto controllo...
- Codice Morse nella sigla: "We're baaack" ("Siamo tornati")

## Condor
- Titolo originale: Condor

### Trama
Jake aiuta Beck a preparare un'accoglienza degna per l'arrivo del Presidente dei Cheyenne, ma cresce in lui il sospetto che questo governo non sia così pacifico come sembra.
Hawkins continua a collaborare con Chavez per svelare le reali intenzioni del nuovo regime e far in modo che venga fermato prima di causare danni ingenti e irreparabili.
Gray Anderson si mostra disponibile con il Presidente dei Cheyenne, ma solo per il bene di Jericho.
- Codice Morse nella sigla: "J*R ran box car" ("la J&R ha diretto il progetto boxcar")

## Allarme virus
- Titolo originale: Jennings & Rall

### Trama
Jake e Eric sono allibiti nello scoprire che il loro nuovo amministratore è Goetz, il capo dei Ravenwood, che in passato aveva minacciato la città e le loro vite. I fratelli Green non possono proprio sopportare l'arroganza di Goetz nella gestione del paese.
Dale arriva in città con il vaccino per il virus dell'Hudson River, ma Goetz lo confisca affermando che potrebbe essere contaminato e che il virus non è più da considerarsi una minaccia. Grazie all'aiuto di Jake, Dale Emily e Heather escogitano un piano per recuperare il vaccino e proteggere i cittadini di Jericho.
Bonnie, per la prima volta nella sua vita, pensa di lasciare Jericho e Mimi e Stanley la incoraggiano a farlo...
- Codice Morse nella sigla: "Caller knows all" ("Colui che chiama sa tutto")

## Svista
- Titolo originale: Oversight

### Trama
Hawkins riceve un'altra telefonata da John Smith che lo mette in guardia: presto Beck riuscirà a catturarlo. Insieme a Jake fa di tutto per scongiurare questo pericolo e durante il processo cerca di confondere le idee a Beck...
Goetz continua ad approfittarsi del suo ruolo e ad abusare del suo potere sentendosi al di sopra della legge.
Mimi scopre che qualcuno sta rubando l'incasso del J&R...
- Codice Morse nella sigla: "A costly death" ("Una morte costosa")

## Termination for cause
- Titolo originale: Termination for Cause

### Trama
Dopo lo scontro al ranch di Richmond, Jake è certo che Beck darà finalmente a Goetz la punizione che merita. Ma il Maggiore è costretto a lasciare la città per tornare a New Bern.
I Ranger si barricano dentro l'ospedale per proteggere Mimi durante l'operazione a cui deve essere sottoposta, mentre Goetz e i suoi uomini si appostano all'esterno aspettando il momento giusto per attaccarli.
Mimi è in pericolo di vita non solo perché è a conoscenza di preziose informazioni che potrebbero causare il licenziamento di Goetz, ma soprattutto perché l'ha visto, insieme a uno dei suoi uomini, uccidere Bonnie...
- Codice Morse nella sigla: "Tho it is dark" ("Sebbene sia un periodo buio...")

## Sedition
- Titolo originale: Sedition

### Trama
In seguito all'omicidio di Goetz i Ranger fanno perdere le loro tracce. Jake sa che non possono rispondere i cittadini di Jericho per un crimine che non hanno commesso e decide di offrirsi come merce di scambio e ottenere un po' di pace. Beck deve dimostrare che ha tutto sotto controllo e accetta l'aiuto di Jake per stanare l'assassino di Goetz.
Hawkins riceve una telefonata da Chavez: è il momento dei portare la bomba in Texas, ma John Smith ha altri piani per l'ordigno...
- Codice Morse nella sigla: "Know our flag" ("Conosciamo la nostra bandiera")

## A ferro e fuoco
- Titolo originale: Patriots and Tyrant

### Trama
Hawkins e Jake partono per Cheyenne per recuperare la bomba e portarla a Chavez in Texas, ma devono trovare l'ordigno prima che venga distrutto. Scoprono che è nelle mani di John Smith, riescono a sottrarglielo, ma non senza un conflitto a fuoco che lascia Hawkins gravemente ferito.
Tornato a Jericho, Beck si rende conto che la situazione è molto peggiorata da quando se n'è andato e mette di nuovo la città sotto assedio.
In assenza di Jake le decisioni più importanti spettano a Eric che si incontra con Costantino per stipulare un'alleanza e combattere uniti contro l'esercito di Beck ma l'accordo non andrà a buon fine.
A Stanley non va più di nascondersi e insieme a Mimi va a seppellire Bonnie insieme ai genitori...
- Codice Morse nella sigla: "Is still there" ("È ancora lì")